# Seán Ó Fearghaíl
Seán Ó Fearghaíl, 17 avril 1960 dans le comté de Kildare, est une personnalité politique irlandaise membre du Fianna Fáil. 
Il est Teachta Dála (député) de Kildare depuis 2002 et est Ceann Comhairle de 2016 à 2024.

## Débuts en politique
Seán Ó Fearghaíl est issu d'une famille d'agriculteurs du Comté de Kildare. Il tente de se lancer en politique dès 1987, mais sa première tentative à l'élection générale de 1987 est un échec. Il échoue de nouveau lors des élections suivantes en 1989 mais réussit néanmoins à se faire élire au Kildare County Council en 1985.
Après deux nouvelles défaites aux élections générales de 1992 et 1997, il pose candidature au Seanad Éireann en tant que représentant du monde agricole. Il est défait en 1997 avant de remporter un siège pour le 21e Seanad lors de l'élection intermédiaire de juin 2000 après le décès de Patrick McGowan

## Teachta Dála
Ó Fearghaíl remporte une élection au Dáil à sa cinquième tentative lors des élections législatives de 2002 en battant le représentant et ancien leader du Fine Gael Alan Dukes. Réélu systématiquement depuis, il se présente à l'élection du Ceann Comhairle, le président de l'Assemblée d'Irlande en mars 2016. Il est élu au premier tour de scrutin lors d'une désignation qui se déroule pour la toute première fois à bulletins secrets. Il est reconduit à son siège de député et comme président de la Chambre à l'issue des élections législatives de 2020.